# Estômbar
Estômbar é uma vila portuguesa que foi sede da extinta Freguesia de Estômbar do Município de Lagoa, freguesia que tinha 24,21 km² de área e 4 985 habitantes (2011) e, por isso, uma densidade populacional de 205,9 h/km².
A Freguesia de Estômbar foi extinta em 2013, no âmbito de uma reforma administrativa nacional, para, em conjunto com a Freguesia de Parchal, formar uma nova freguesia denominada União das Freguesias de Estômbar e Parchal da qual é a sede.
Por seu turno, a povoação de Estômbar foi elevada à categoria de vila em 16 de agosto de 1991.

## População
| População da freguesia de Estômbar | População da freguesia de Estômbar | População da freguesia de Estômbar | População da freguesia de Estômbar | População da freguesia de Estômbar | População da freguesia de Estômbar | População da freguesia de Estômbar | População da freguesia de Estômbar | População da freguesia de Estômbar | População da freguesia de Estômbar | População da freguesia de Estômbar | População da freguesia de Estômbar | População da freguesia de Estômbar | População da freguesia de Estômbar | População da freguesia de Estômbar |
| ---------------------------------- | ---------------------------------- | ---------------------------------- | ---------------------------------- | ---------------------------------- | ---------------------------------- | ---------------------------------- | ---------------------------------- | ---------------------------------- | ---------------------------------- | ---------------------------------- | ---------------------------------- | ---------------------------------- | ---------------------------------- | ---------------------------------- |
| 1864                               | 1878                               | 1890                               | 1900                               | 1911                               | 1920                               | 1930                               | 1940                               | 1950                               | 1960                               | 1970                               | 1981                               | 1991                               | 2001                               | 2011                               |
| 1 932                              | 2 092                              | 1 966                              | 2 344                              | 2 705                              | 3 055                              | 3 330                              | 4 059                              | 4 232                              | 4 520                              | 4 943                              | 5 702                              | 6 617                              | 4 658                              | 4 985                              |

; 
;           
;
;

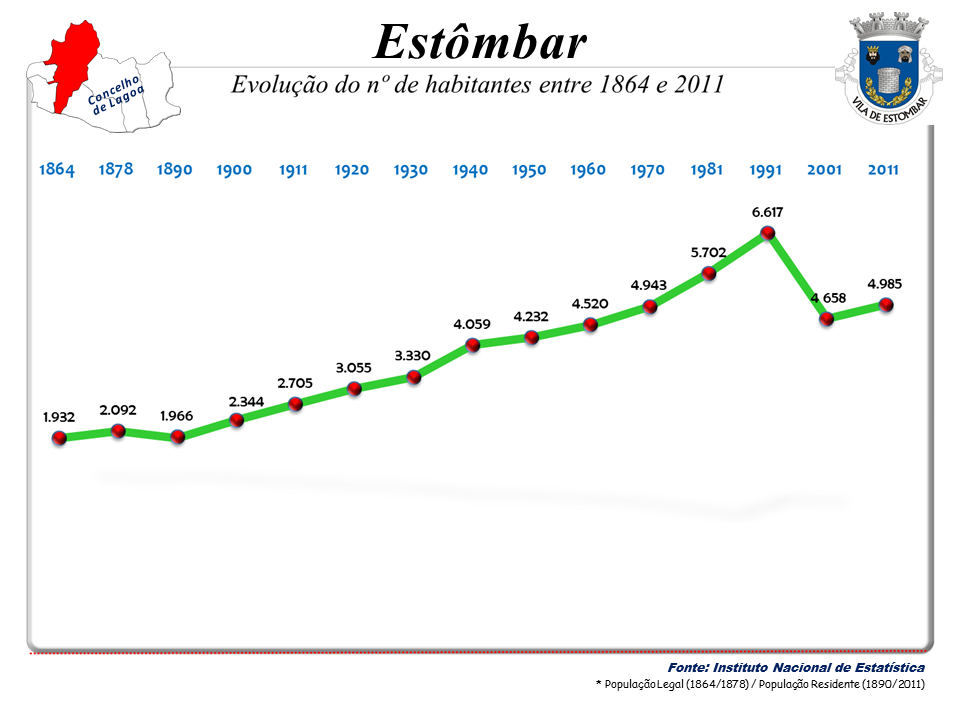
Evolução da População 1864 / 2011

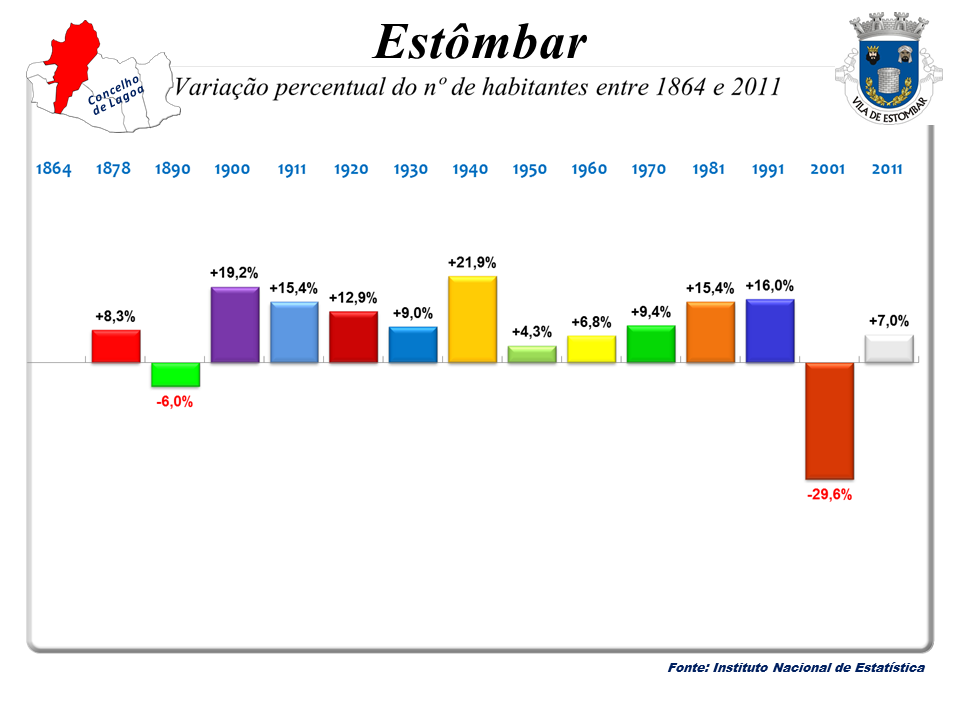
Variação da População 1864 / 2011

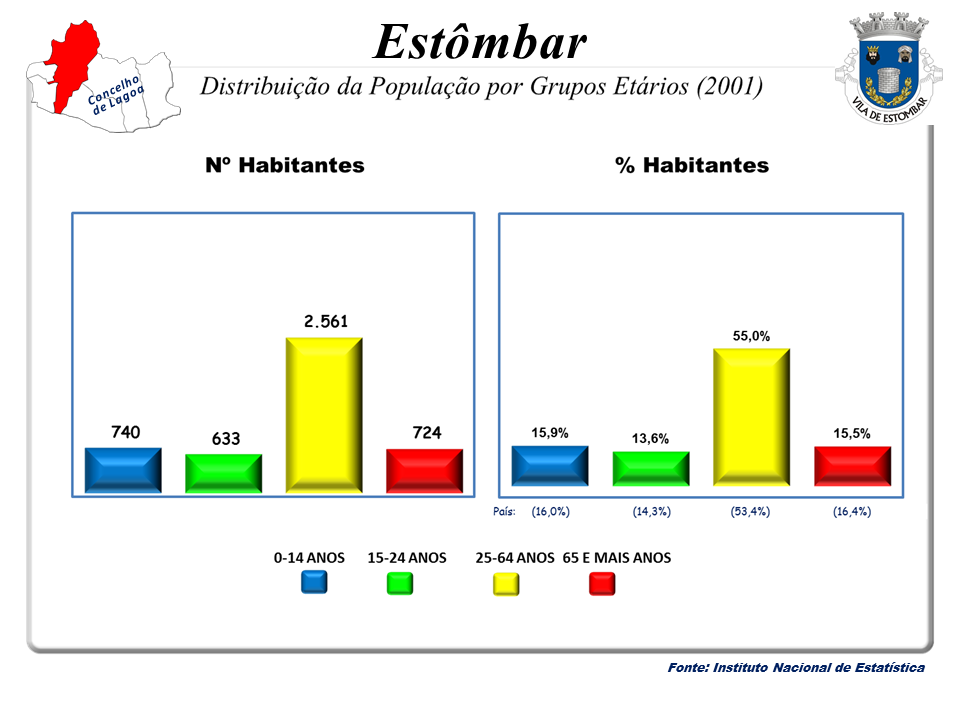
A População em 2001

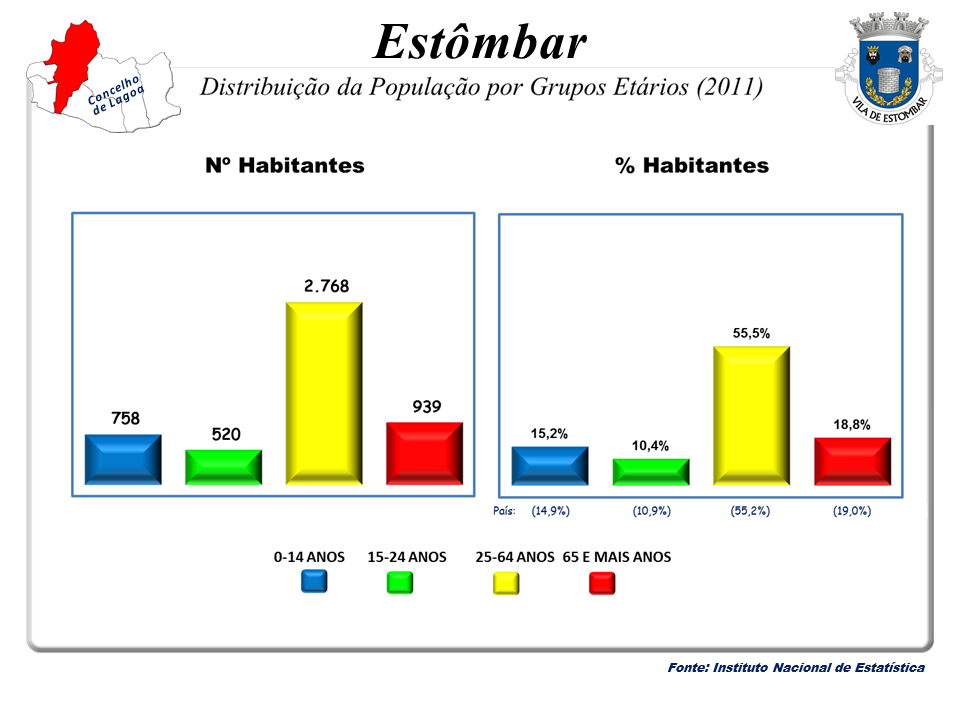
A População em 2011

Com lugares desta freguesia foi criada em 1997 a freguesia de Parchal

## Estômbar -
A vila de Estômbar é uma das mais antigas freguesias do Algarve. Encanta-nos pela silhueta da brancura do seu casario, figurando no concelho de Lagoa como a melhor produção de metal dos aglomerados urbanos.
Com uma importante estrutura denominada "Quinta dos Burros" ou refugio dos burros que preserva esta espécie ameaçada, Estômbar é uma das vilas mais importantes do Algarve devido à sua história da conquista do Castelo por D.Sancho I em 1191, e que serviu de base para a conquista de Silves.
Sanabus, designação da actual vila de Estômbar no tempo da ocupação árabe, constituiu um importante centro no interior de um castelo chamado Abenabeci, que as tropas de D. Sancho I conquistaram por alturas de 1191. Nesta bonita terra de contrastes, viram a luz do dia figuras como o poeta Abenamar, o lendário e valente Remexido, para além de nobres personalidades do Clero e da Nobreza (a quem falta dar destaque).
Dada a sua privilegiada localização, Estômbar foi outrora, centro económico de grande prosperidade. Baseada numa economia essencialmente agrícola, Estômbar passou a ganhar notoriedade e riqueza com o incremento das actividades ligadas à exploração do sal e ao tráfico comercial no Rio Arade. Porém, é com a dinamização dada à Indústria Conserveira que a freguesia se expande, ganhando novos aglomerados populacionais e novas fontes de rendimento. Com a decadência das referidas actividades, a povoação foi encontrando noutras o seu ganha-pão.
Actualmente, a vila de Estômbar conta com um pequeno tecido empresarial ligado à construção civil, às obras públicas e à expansão infantil.
Apesar de sofrer os efeitos da interiorização, Estômbar encontra-se dotado de modernas infra-estruturas e equipamentos ligados à saúde, ao ensino, ao lazer, visando a qualidade de vida dos seus residentes.

## Património
- Igreja Matriz de Estômbar ou Igreja de São Tiago[7]
- Convento de São Francisco ou Convento do Praxel
- Castelo de Estombar[8]

## Transportes
A localidade é servida pela estação ferroviária de Estômbar-Lagoa.